# Elvina Island
Elvina Island är en ö i Kanada.   Den ligger i territoriet Nunavut, i den norra delen av landet, 3 500 km nordväst om huvudstaden Ottawa. Arean är 4,5 kvadratkilometer.
Terrängen på Elvina Island är mycket platt. Öns högsta punkt är 28 meter över havet. Den sträcker sig 2,9 kilometer i nord-sydlig riktning, och 3,2 kilometer i öst-västlig riktning.
Trakten runt Elvina Island är permanent täckt av is och snö. Trakten runt Elvina Island är nära nog obefolkad, med mindre än två invånare per kvadratkilometer.